# Лебедєв Микола Сергійович
Лебедєв Микола Сергійович (рос. Лебедев Николай Сергеевич; 15 грудня 1921, Москва, Російська СФРР — 21 серпня 2022, Москва, Росія) — радянський і російський актор театру і кіно. Народний артист Російської Федерації (2018).

## Життєпис
Народився 15 грудня 1921 року у Москві.
Був призваний до РСЧА у квітні 1941 року. Служив у 45 стрілецькому полку 24-го механізованого корпусу 6-ї армії у Проскурові (нині Хмельницький). Брав участь у Другій світовій війні у статусі рядового, кулеметника. У липні — серпні 1941 року під час битви під Уманню був контужений, потрапив у полон. Після звільнення з полону пройшов перевірку СМЕРШ та був відпущений. Після закінчення війни два роки грав у Московському театрі юного глядача, а потім, поєднуючи навчання та роботу, вступив до школи-студії МХАТ.
1950-го року закінчив школу-студію (курс Віктора Станицина). У зв'язку з тим, що в його біографії був полонений, його не прийняли до МХАТу, хоч і хотів. Лебедєв показався Юрію Завадському, й був прийняй до Театру імені Моссовєта, у якому працював понад 60 років.
У грудні 2021 року Лебедєву виповнилося 100 років.
У березні 2022 року підписав звернення на підтримку військового вторгнення Росії в Україну (2022).
Помер 21 серпня 2022 року у 101-му році життя у Москві. Церемонія прощання відбулася у Театрі імені Моссовєта 24 серпня. Похований на Ваганьківському кладовищі у Москві (16 ділянка).

## Фільмографія
- 1959 — Нормандія-Німан — полковник Синіцин
- 1960 — Ровесник століття — Іван Єрмаков, директор автозаводу
- 1961 — Євдокія — Євдоким Чернишов
- 1961 — День, коли виповнюється 30 років  — Захар
- 1962 — Павлуха — Роман
- 1962 — У мертвій петлі — Григорій Палій
- 1963 — Синій зошит — Микола Олександрович Ємельянов
- 1964 — Самотність — Лістрат
- 1964 — Валера — Аркадій Сергійович, полярний дослідник і мандрівник
- 1967 — Дай лапу, Друже! — батько Тані, лікар «Швидкої допомоги»
- 1970 — Чи вмієте ви жити? — батько Олександра
- 1971 — Визволення — генерал Степан Красовський
- 1971 — Людина в прохідному дворі — Володимир Пантелеймонович Попов, він же агент гестапо «Кентавр»
- 1971 — Інспектор карного розшуку — Микола Дмитрович, комісар міліції
- 1973 — Стара фортеця — Польовий
- 1973 — Будні карного розшуку — Микола Дмитрович, комісар міліції
- 1973 — Вічний поклик — Митрофан Савельєв, брат Силантія
- 1974 — Важкі поверхи — Володимир Семенович Левшин
- 1974 — Москва, кохання моє — лікар
- 1974 — Земні і небесні пригоди — генеральний конструктор
- 1974 — Високе звання — Іван Сергійович Мякішев
- 1974 — Вибір мети — міністр, радник наради у Сталіна
- 1975 — Здобудеш у бою — Рудаєв-старший
- 1975 — Не віддавай королеву — Іван Дем'янович, капітан
- 1976 — Стажер — Сергій Олександрович Трофімов, директор школи
- 1976 — Визволення Праги
- 1978 — Шлях до Софії — генерал Скобелєв
- 1978 — Баламут — попутник Петі
- 1979 — Круте поле — Мусатов
- 1979 — Екіпаж — Сергій Іванович, голова медичної комісії
- 1981 — Відпустка за свій кошт — Вадим Сергійович Орлов, заступник міністра
- 1985 — Ми звинувачуємо — президент США Ейзенхауер
- 1986 — Час побачень — командир
- 1989 — Мандрівний автобус
- 1993 — Антифауст — Джон Дікс

## Визнання та нагороди
- 1982, 29 липня — Заслужений артист РРФСР — за заслуги в галузі радянського театрального мистецтва[7]
- 1985 — Орден Вітчизняної війни II ступеня[8]
- 2008, 24 квітня — Орден Пошани — за великі заслуги у розвитку вітчизняної культури та мистецтва, багаторічну плідну діяльність[9]
- 2012, 9 січня — Подяка Президента Російської Федерації — за заслуги у розвитку вітчизняної культури та багаторічну плідну діяльність[10]
- 2018, 26 березня — Народний артист Російської Федерації — за великі заслуги в галузі театрального та музичного мистецтва[11]
- Медалі СРСР
- Медалі РФ